# Weissensee (sjö i Kärnten)

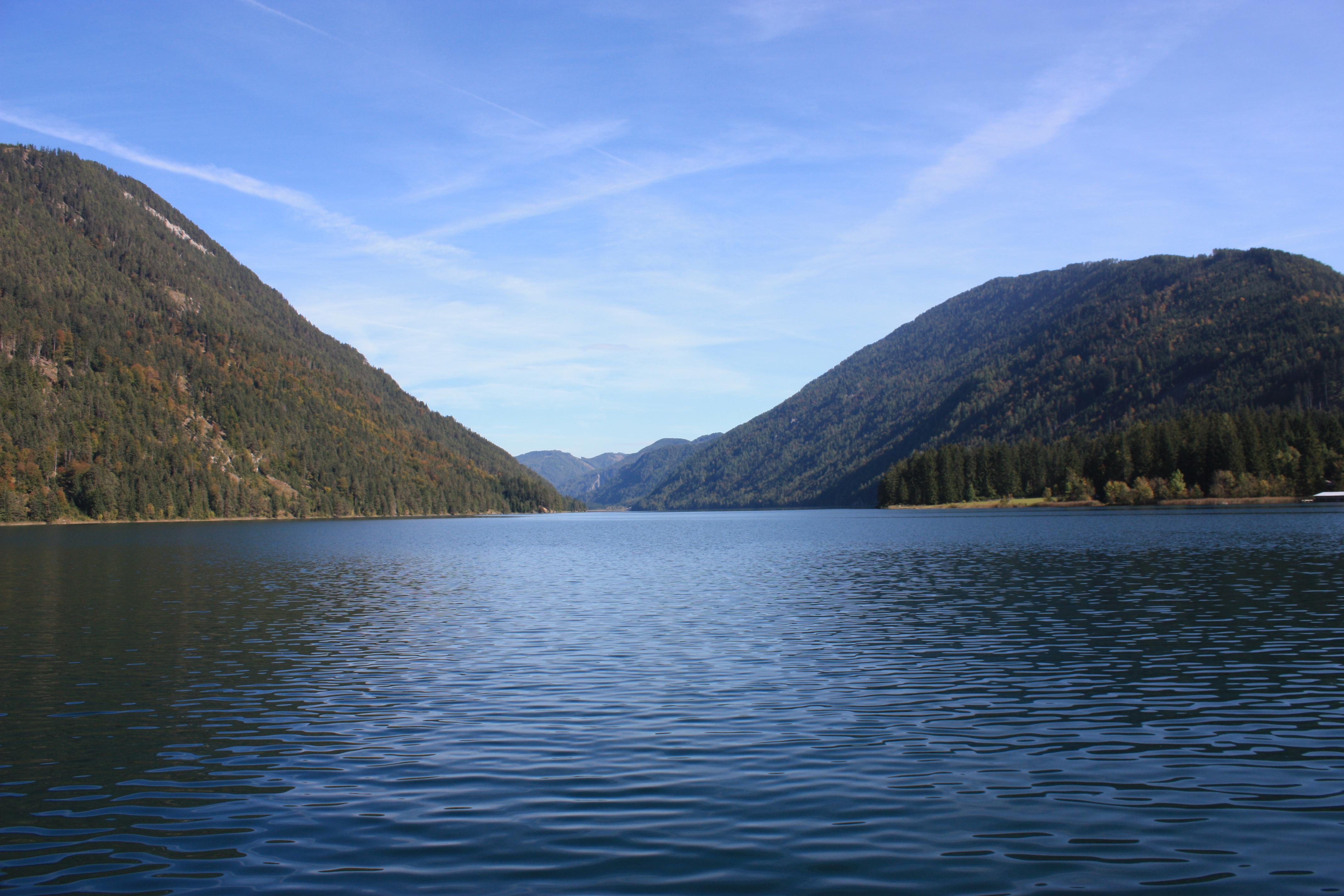
Weissensee.

Weissensee (tyska Weißensee) är en glaciärsjö i det österrikiska förbundslandet Kärnten. Sjön befinner sig på cirka 930 meter över havet. På sjön anordnas hastighetsåkning på skridskor.